# Palais des sports de Grenoble
Palais des sports de Grenoble är en multiarena i Grenoble, Frankrike. Den byggdes 1967, och kan ta 12 000 åskådare.
Här konståktes det och spelades ishockeymatcher vid olympiska vinterspelen 1968
I hallen spelades Europacupfinalen i basket 1979 inför 15 000 åskådare, finalen i samma turnering 1983 samt Cupvinnarcupfinalen i basket 1985 och 1988.

### Fotnoter
1. ↑  1968 Winter Olympics official report. Arkiverad 26 februari 2008 hämtat från the Wayback Machine. pp. 108-11. (engelska) & (franska)
2. 1 2  KK BOSNA marks 30th Anniversary of winning European Champion title
3. ↑  Champions Cup 1978-79
4. ↑  1979: Bosna starts a true dynasty
5. ↑  Champions Cup 1982-83
6. ↑  Cup Winners’ Cup 1984-85
7. ↑  Cup Winners’ Cup 1987-88